# Wahlkreis Alpes-Maritimes IV
Der Wahlkreis Alpes-Maritimes IV ist ein Wahlkreis (französisch circonscription électorale) für die französische Nationalversammlung. Er umfasst drei Kantone: Beausoleil, Contes und Menton.

## Ergebnisse

### Parlamentswahl 2002
| Kandidaten                                                            | Kandidaten                | Parteien                                    | 1. Wahlgang | 1. Wahlgang | 2. Wahlgang | 2. Wahlgang |
| Kandidaten                                                            | Kandidaten                | Parteien                                    | Stimmen     | %           | Stimmen     | %           |
| --------------------------------------------------------------------- | ------------------------- | ------------------------------------------- | ----------- | ----------- | ----------- | ----------- |
|                                                                       | Jean-Claude Guibalgewählt | UMP – Union pour la majorité présidentielle | 16.075      | 37,7        | 22.780      | 68,6        |
|                                                                       | Monique Mathieu           | FN – Front national                         | 8.507       | 20,0        | 10.446      | 31,4        |
|                                                                       | Xavier Beck               | DVD – Unabh.                                | 6.923       | 16,2        |             |             |
|                                                                       | Pascale Gérard            | SOC – Parti socialiste                      | 6.866       | 16,1        |             |             |
|                                                                       | Colette Mo                | COM – Parti communiste français             | 1.601       | 3,8         |             |             |
|                                                                       | Patrick Ferruccio         | LCR – Ligue communiste révolutionnaire      | 407         | 1,0         |             |             |
|                                                                       | Serge Carvou              | ECO – Le Trèfle – Les nouveaux écologistes  | 376         | 0,9         |             |             |
|                                                                       | Lucien Bella              | ECO – Mouvement écologiste indépendant      | 366         | 0,9         |             |             |
|                                                                       | Claudette Van de Velde    | MNR – Mouvement national républicain        | 270         | 0,6         |             |             |
|                                                                       | Christian Pétard          | LO – Lutte Ouvrière                         | 265         | 0,6         |             |             |
|                                                                       | Danielle Cavaillon        | DIV – Unabh.                                | 229         | 0,5         |             |             |
|                                                                       | Jérôme Granon             | ECO – Unabh.                                | 221         | 0,5         |             |             |
|                                                                       | Daniel Valin              | DIV – Energies démocrates                   | 166         | 0,4         |             |             |
|                                                                       | Michel Trimaille          | DIV – M.I.G.U.E.T.                          | 150         | 0,4         |             |             |
|                                                                       | Daniel Darque             | ECO – Unabh.                                | 103         | 0,2         |             |             |
|                                                                       | Jacqueline Bartoli        | DVG – Initiative républicaine               | 64          | 0,2         |             |             |
|                                                                       | Paola Argyratos           | DIV – Parti féderaliste                     | 19          | 0,0         |             |             |
|                                                                       | Jérôme Benedetti          | DIV – Parti social professionnel            | 0           | 0,0         |             |             |
| Gesamt                                                                | Gesamt                    | Gesamt                                      | 42.608      | 100         | 33.226      | 100         |
|                                                                       |                           |                                             |             |             |             |             |
| Ungültige Stimmen                                                     | Ungültige Stimmen         | Ungültige Stimmen                           | 721         | 1,7         | 3.932       | 10,6        |
| Wähler                                                                | Wähler                    | Wähler                                      | 43.329      | 61,6        | 37.158      | 52,8        |
| Wahlberechtigte                                                       | Wahlberechtigte           | Wahlberechtigte                             | 70.356      |             | 70.354      |             |
|                                                                       |                           |                                             |             |             |             |             |
| Quellen: Innenministerium, Ergebnis – Assemblée nationale, Kandidaten |                           |                                             |             |             |             |             |

### Parlamentswahl 2007
| Kandidaten               | Kandidaten                | Parteien                                                      | Stimmen | %    |
| ------------------------ | ------------------------- | ------------------------------------------------------------- | ------- | ---- |
|                          | Jean-Claude Guibalgewählt | UMP – Union pour un mouvement populaire                       | 24.797  | 59,5 |
|                          | Pascale Gérard            | SOC – Parti socialiste                                        | 5.688   | 13,6 |
|                          | Monique Mathieu           | FN – Front national                                           | 3.552   | 8,5  |
|                          | Philippe Briand           | UDFD – Union pour la démocratie française/Mouvement démocrate | 2.275   | 5,5  |
|                          | Brigitte Hourtic          | COM – Parti communiste français                               | 2.044   | 4,9  |
|                          | Alain Hervé               | VEC – Les Verts                                               | 984     | 2,4  |
|                          | Patrick Ferruccio         | EXG – Ligue communiste révolutionnaire                        | 749     | 1,8  |
|                          | Monique Baccelli          | ECO – Génération écologie                                     | 447     | 1,1  |
|                          | Nedjia Gaignaire          | MPF – Mouvement pour la France                                | 375     | 0,9  |
|                          | Laëtitia Perez            | EXD – Mouvement national républicain                          | 248     | 0,6  |
|                          | René Fiorese              | DIV – Unabh.                                                  | 199     | 0,5  |
|                          | Xavier Barillot           | EXG – Lutte Ouvrière                                          | 184     | 0,4  |
|                          | Michèle Borghi-Gastaut    | DVG – Mouvement républicain et citoyen                        | 135     | 0,3  |
| Gesamt                   | Gesamt                    | Gesamt                                                        | 41.677  | 100  |
|                          |                           |                                                               |         |      |
| Ungültige Stimmen        | Ungültige Stimmen         | Ungültige Stimmen                                             | 772     | 1,8  |
| Wähler                   | Wähler                    | Wähler                                                        | 42.449  | 57,6 |
| Wahlberechtigte          | Wahlberechtigte           | Wahlberechtigte                                               | 73.676  |      |
|                          |                           |                                                               |         |      |
| Quelle: Innenministerium |                           |                                                               |         |      |

### Parlamentswahl 2012
| Kandidaten               | Kandidaten                    | Parteien                                          | 1. Wahlgang | 1. Wahlgang | 2. Wahlgang | 2. Wahlgang |
| Kandidaten               | Kandidaten                    | Parteien                                          | Stimmen     | %           | Stimmen     | %           |
| ------------------------ | ----------------------------- | ------------------------------------------------- | ----------- | ----------- | ----------- | ----------- |
|                          | Jean-Claude Guibalgewählt     | UMP – Union pour un mouvement populaire           | 15.763      | 32,7        | 20.467      | 55,2        |
|                          | Lydia Schénardi               | FN – Front national                               | 11.039      | 22,9        | 16.595      | 44,8        |
|                          | Pascale Gérard                | SOC – Parti socialiste                            | 9.541       | 19,8        |             |             |
|                          | Francis Tujague               | FG – Front de gauche (Parti communiste français)  | 4.905       | 10,2        |             |             |
|                          | Stéphane Cherki               | DVD – Union pour un mouvement populaire Dissident | 4.642       | 9,6         |             |             |
|                          | Thierry Giorgio               | DVD – Debout la France                            | 713         | 1,5         |             |             |
|                          | Jean-Philippe Secordel-Martin | ECO – Le Trèfle – MHAN                            | 609         | 1,3         |             |             |
|                          | Lucien Bella                  | ECO – Alliance écologiste indépendante            | 505         | 1,0         |             |             |
|                          | Nicolas Zahar                 | DVD – Unabh.                                      | 361         | 0,7         |             |             |
|                          | Joseph Markiel                | EXG – Lutte Ouvrière                              | 127         | 0,3         |             |             |
| Gesamt                   | Gesamt                        | Gesamt                                            | 48.205      | 100         | 37.062      | 100         |
|                          |                               |                                                   |             |             |             |             |
| Ungültige Stimmen        | Ungültige Stimmen             | Ungültige Stimmen                                 | 671         | 1,4         | 5.145       | 12,2        |
| Wähler                   | Wähler                        | Wähler                                            | 48.876      | 57,6        | 42.207      | 49,7        |
| Wahlberechtigte          | Wahlberechtigte               | Wahlberechtigte                                   | 84.882      |             | 84.882      |             |
|                          |                               |                                                   |             |             |             |             |
| Quelle: Innenministerium |                               |                                                   |             |             |             |             |

### Parlamentswahl 2017
| Kandidaten               | Kandidaten                        | Parteien                                                                          | 1. Wahlgang | 1. Wahlgang | 2. Wahlgang | 2. Wahlgang |
| Kandidaten               | Kandidaten                        | Parteien                                                                          | Stimmen     | %           | Stimmen     | %           |
| ------------------------ | --------------------------------- | --------------------------------------------------------------------------------- | ----------- | ----------- | ----------- | ----------- |
|                          | Alexandra Valetta-Ardissongewählt | REM – La République en marche                                                     | 11.045      | 28,2        | 17.047      | 52,7        |
|                          | Olivier Bettati                   | FN – Front national                                                               | 9.139       | 23,4        | 15.274      | 47,3        |
|                          | Xavier Beck                       | LR – Les Républicains                                                             | 8.075       | 20,6        |             |             |
|                          | Zohra Briand                      | FI – La France insoumise                                                          | 2.637       | 6,7         |             |             |
|                          | Michaël Albin                     | COM – Parti communiste français                                                   | 2.310       | 5,9         |             |             |
|                          | Anthony Malvault                  | DIV – Unabh.                                                                      | 1.991       | 5,1         |             |             |
|                          | Laurent Lanquar-Castiel           | ECO – Europe Écologie Les Verts                                                   | 933         | 2,4         |             |             |
|                          | Nicolas Zahar                     | EXD – Union des patriotes (Parti de la France)                                    | 703         | 1,8         |             |             |
|                          | Jean-Philippe Secordel-Martin     | ECO – Confédération pour l’homme, l’animal et la planète (MÉI – Le Trèfle – MHAN) | 684         | 1,7         |             |             |
|                          | Jean-Marc Chipot                  | DLF – Debout la France                                                            | 616         | 1,6         |             |             |
|                          | Jennifer Varin                    | DIV – Parti animaliste                                                            | 407         | 1,0         |             |             |
|                          | René Maiolino                     | DIV – Union populaire républicaine                                                | 258         | 0,7         |             |             |
|                          | Joseph Markiel                    | EXG – Lutte Ouvrière                                                              | 169         | 0,4         |             |             |
|                          | Géraldine Hochet                  | DIV – Mouvement 100 % (AÉI – Sonst.)                                              | 157         | 0,4         |             |             |
| Gesamt                   | Gesamt                            | Gesamt                                                                            | 39.124      | 100         | 32.321      | 100         |
|                          |                                   |                                                                                   |             |             |             |             |
| Leere Stimmzettel        | Leere Stimmzettel                 | Leere Stimmzettel                                                                 | 458         | 1,1         | 2.040       | 5,8         |
| Ungültige Stimmzettel    | Ungültige Stimmzettel             | Ungültige Stimmzettel                                                             | 313         | 0,8         | 1.009       | 2,9         |
| Wähler                   | Wähler                            | Wähler                                                                            | 39.895      | 46,6        | 35.370      | 41,3        |
| Wahlberechtigte          | Wahlberechtigte                   | Wahlberechtigte                                                                   | 85.585      |             | 85.586      |             |
|                          |                                   |                                                                                   |             |             |             |             |
| Quelle: Innenministerium |                                   |                                                                                   |             |             |             |             |

### Parlamentswahl 2022
| Kandidaten               | Kandidaten                 | Parteien                                                                         | 1. Wahlgang | 1. Wahlgang | 2. Wahlgang | 2. Wahlgang |
| Kandidaten               | Kandidaten                 | Parteien                                                                         | Stimmen     | %           | Stimmen     | %           |
| ------------------------ | -------------------------- | -------------------------------------------------------------------------------- | ----------- | ----------- | ----------- | ----------- |
|                          | Alexandra Massongewählt    | RN – Rassemblement National                                                      | 10.925      | 28,9        | 19.487      | 56,2        |
|                          | Alexandra Valetta-Ardisson | ENS – Ensemble ! (La République en marche)                                       | 8.464       | 22,4        | 15.185      | 43,8        |
|                          | Sophie Bournot             | NUP – Nouvelle union populaire écologique et sociale (Parti communiste français) | 5.803       | 15,3        |             |             |
|                          | Roger Roux                 | LR – Les Républicains                                                            | 5.494       | 14,5        |             |             |
|                          | Damien Rieu                | REC – Reconquête                                                                 | 4.036       | 10,7        |             |             |
|                          | Pascal Ducreux             | ECO – Tous unis pour le vivant (MÉI – Le Trèfle – MHAN – Sonst.)                 | 1.117       | 3,0         |             |             |
|                          | Fabrice Carbonel           | DSV – Les Patriotes                                                              | 680         | 1,8         |             |             |
|                          | David Bieder               | ECO – Parti animaliste                                                           | 534         | 1,4         |             |             |
|                          | Christine Beyl             | ECO – Alliance écologiste indépendante                                           | 530         | 1,4         |             |             |
|                          | Joseph Markiel             | DXG – Lutte Ouvrière                                                             | 261         | 0,7         |             |             |
| Gesamt                   | Gesamt                     | Gesamt                                                                           | 37.844      | 100         | 34.672      | 100         |
|                          |                            |                                                                                  |             |             |             |             |
| Leere Stimmzettel        | Leere Stimmzettel          | Leere Stimmzettel                                                                | 528         | 1,4         | 1.744       | 4,7         |
| Ungültige Stimmzettel    | Ungültige Stimmzettel      | Ungültige Stimmzettel                                                            | 220         | 0,6         | 721         | 1,9         |
| Wähler                   | Wähler                     | Wähler                                                                           | 38.592      | 45,3        | 37.137      | 43,5        |
| Wahlberechtigte          | Wahlberechtigte            | Wahlberechtigte                                                                  | 85.281      |             | 85.291      |             |
|                          |                            |                                                                                  |             |             |             |             |
| Quelle: Innenministerium |                            |                                                                                  |             |             |             |             |

### Parlamentswahl 2024
| Kandidaten               | Kandidaten              | Parteien                                                 | Stimmen | %    |
| ------------------------ | ----------------------- | -------------------------------------------------------- | ------- | ---- |
|                          | Alexandra Massongewählt | RN – Rassemblement National                              | 30.528  | 56,3 |
|                          | Anne-Pascale Guedon     | ENS – Ensemble pour la République (Renaissance)          | 11.190  | 20,6 |
|                          | Virginie Parent         | UG – Nouveau Front populaire (Parti communiste français) | 9.861   | 18,2 |
|                          | Christine Beyl          | ECO – Écologie au centre                                 | 1.717   | 3,2  |
|                          | Joseph Markiel          | EXG – Lutte Ouvrière                                     | 953     | 1,8  |
| Gesamt                   | Gesamt                  | Gesamt                                                   | 54.249  | 100  |
|                          |                         |                                                          |         |      |
| Leere Stimmzettel        | Leere Stimmzettel       | Leere Stimmzettel                                        | 985     | 1,8  |
| Ungültige Stimmzettel    | Ungültige Stimmzettel   | Ungültige Stimmzettel                                    | 637     | 1,1  |
| Wähler                   | Wähler                  | Wähler                                                   | 55.871  | 65,2 |
| Wahlberechtigte          | Wahlberechtigte         | Wahlberechtigte                                          | 85.660  |      |
|                          |                         |                                                          |         |      |
| Quelle: Innenministerium |                         |                                                          |         |      |